# ハケンOLは見た!
『ハケンOLは見た!』（ハケンオーエルはみた）は、2010年10月4日から2011年9月26日まで、テレビ東京系列で月曜24:12 - 24:53（バラエティ7枠、JST）に放送されていたバラエティ番組。

## 概要
イモトアヤコとバービー（フォーリンラブ）とゲストが、各回ごとに決められたテーマ（企業、トレンド、OLなど）の生態などを覗き見しながら疑問に答えていき、番組を通して半歩先行くOLを目指してもらおうというバラエティ。
メインはロケであるが、そのVTRを覗き見る「覗き見ガール」によるスタジオ収録がある回もある。また、メインMCのイモトは、この番組ではトレードマークのセーラー服ではなくOLの制服で出演。
2011年9月26日をもって、約1年間にわたって放送された番組は終了した。同年10月3日から、後番組『テリー伊藤のネホリハホリ』が放送されるも2012年3月19日で終了。

## 出演者

### レギュラー出演
OL風の制服姿で、ロケを行う。
- イモトアヤコ
- バービー（フォーリンラブ）

### ゲスト出演
イモト、バービーとともにロケに同行。初期は女性タレント、後期はお笑いタレント（芸人）がほとんどであった。

### 覗き見ガール
スタジオに3、4人の主に女性モデルが出演。スタジオ収録がある回のみ出演。
- 宇井愛美
- 神田咲実
- 七菜香
- LENA
- 千国めぐみ
- 大出千尋
- 荒井奈緒美
- 遠藤彰子
- 木野園子
- 三輪麻未
- 梨衣名

ほか

### 天の声
スタジオでのナレーション。スタジオ収録がある回のみ出演。
- ミスターM（松尾陽介）

## 放送リスト
| 01 | 10月4日  | OL                         | -                                      |
| 02 | 10月11日 | からだ美人                 | はるな愛                               |
| 03 | 10月18日 | 秋葉原                     | 中川翔子                               |
| 04 | 10月25日 | 秘境                       | 椿鬼奴                                 |
| 05 | 11月1日  | 料理                       | 矢口真里                               |
| 06 | 11月8日  | セルフプロデュース         | 谷村奈南                               |
| 07 | 11月15日 | 足ビューティー             | 安田美沙子                             |
| 08 | 11月22日 | 女だって肉が好き           | はいだしょうこ                         |
| 09 | 11月29日 | ユニクロ                   | 山本梓                                 |
| 10 | 12月6日  | 東京世界一周               | いとうあさこ                           |
| 11 | 12月13日 | スペシャルクリスマス       | 大橋のぞみ                             |
| 12 | 12月20日 | 東芝                       | 安めぐみ                               |
| 13 | 12月27日 | 世界に通じるスゴ技日本人SP | 清水ミチコ、片岡安祐美、トリンドル玲奈 |

| 14 | 1月10日 | キレイになりたい女たち | 磯山さやか                           |
| 15 | 1月17日 | ピザハット             | 北川弘美                             |
| 16 | 1月24日 | 今年を占う女たち       | 原幹恵                               |
| 17 | 1月31日 | 女だって肉が好き2      | ギャル曽根                           |
| 18 | 2月7日  | 神戸で点心             | 神戸蘭子                             |
| 19 | 2月14日 | 養命酒                 | 高橋尚子                             |
| 20 | 2月21日 | そっくり食品会社       | 上原美優                             |
| 21 | 2月28日 | P&G                    | 神戸蘭子                             |
| 22 | 3月7日  | チロルチョコ           | 道重さゆみ                           |
| 23 | 3月14日 | 消しゴム               | スザンヌ                             |
| 24 | 3月21日 | au最新携帯             | 和希沙也、ローラ・チャン             |
| 25 | 3月28日 | 総集編                 | -                                    |
| 26 | 4月4日  | そっくりマスク         | カンニング竹山、はしのえみ           |
| 27 | 4月11日 | 様々な本の読み方       | 岡田圭右                             |
| 28 | 4月18日 | ジモンワールド         | 寺門ジモン                           |
| 29 | 4月25日 | 新体操                 | 平成ノブシコブシ                     |
| 30 | 5月2日  | モノマネ               | 原口あきまさ、ユージ、ミラクルひかる |
| 31 | 5月9日  | マネキン               | アンガールズ                         |
| 32 | 5月16日 | イクメン               | トータルテンボス                     |
| 33 | 5月23日 | 速水もこみち           | 速水もこみち                         |
| 34 | 5月30日 | 梅雨時ファッション     | 陣内智則、植松晃士                   |
| 35 | 6月6日  | 激痛                   | TKO                                  |
| 36 | 6月13日 | チアダンス             | 平成ノブシコブシ                     |
| 37 | 6月20日 | 開運ドライブ           | 島田秀平、山本梓、重盛さと美         |
| 38 | 6月27日 | マジック               | ジャルジャル、梅小鉢                 |
| 39 | 7月4日  | ビール                 | 狩野英孝、遠藤舞                     |
| 40 | 7月11日 | 秋葉原・最新スポット   | スリムクラブ、ハライチ               |
| 41 | 7月25日 | リアクションスクープ   | オードリー                           |
| 42 | 8月1日  | 節電                   | 原幹恵、ザブングル                   |
| 43 | 8月8日  | 納涼                   | 博多華丸・大吉                       |
| 44 | 8月15日 | ナイター競馬           | 小島よしお、U字工事、熊田曜子        |
| 45 | 8月22日 | 築地                   | 北陽                                 |
| 46 | 8月29日 | 冷たい食べ物           | SHELLY、Wエンジン                    |

## ネット局・放送時間
| 放送対象地域   | 放送局                | 系列           | 放送曜日・時間     | 放送開始日     | 遅れ日数   |
| -------------- | --------------------- | -------------- | ------------------ | -------------- | ---------- |
| 関東広域圏     | テレビ東京（TX）      | テレビ東京系列 | 月曜 24:12 - 24:53 | 2010年10月4日  | 制作局     |
| 北海道         | テレビ北海道（TVh）   | テレビ東京系列 | 月曜 24:12 - 24:53 | 2010年10月4日  | 同時ネット |
| 岡山県・香川県 | テレビせとうち（TSC） | テレビ東京系列 | 月曜 24:12 - 24:53 | 2010年10月4日  | 同時ネット |
| 福岡県         | TVQ九州放送（TVQ）    | テレビ東京系列 | 月曜 24:12 - 24:53 | 2010年10月4日  | 同時ネット |
| 愛知県         | テレビ愛知（TVA）     | テレビ東京系列 | 金曜 12:00 - 12:55 | 2010年10月4日  | 40日遅れ   |
| 奈良県         | 奈良テレビ（TVN）     | 独立UHF局      | 月曜 25:30 - 26:00 | 2010年10月18日 | 14日遅れ   |
| 長崎県         | 長崎放送（NBC）       | TBS系列        | 月曜 23:50 - 24:20 | 2010年10月18日 | 14日遅れ   |
| 福島県         | テレビユー福島（TUF） | TBS系列        | 木曜 10:20 - 10:50 | 2011年1月21日  | 115日遅れ  |
| 熊本県         | 熊本放送（RKK）       | TBS系列        | 火曜 24:25 ‐ 24:55 | 2011年2月15日  | 148日遅れ  |
| 新潟県         | テレビ新潟（TeNY）    | 日本テレビ系列 | 日曜 12:45 ‐ 13:26 | 2011年4月3日   | 27日遅れ   |
| 長野県         | テレビ信州（TSB）     | 日本テレビ系列 | 木曜 24:58 ‐ 25:33 | 2011年4月7日   | 59日遅れ   |
| 岩手県         | テレビ岩手（TVI）     | 日本テレビ系列 | 月曜 24:29 ‐ 24:59 | 2011年4月14日  | 176日遅れ  |
| 和歌山県       | テレビ和歌山（WTV）   | 独立UHF局      | 金曜 19:29 - 19:57 | 2011年4月15日  | 88日遅れ   |
| 鳥取県・島根県 | 山陰放送（BSS）       | TBS系列        | 月曜 25:25 - 25:55 | 2011年7月11日  | 不明       |

### 過去
- 富山テレビ（BBT、フジテレビ系列） - 2010年10月23日放送開始、テレビ東京の2011年3月27日放送分をもって打ち切り。

## 主要スタッフ
- ナレーター：浜田治貴
- 構成：高野健生、鈴木功治
- 撮影：大槻誠
- 映像：丹野宏樹
- 音声：林敏永
- TD：菊地裕介
- CAM：野瀬一成
- VE：伊藤和孝、細井昭宏
- MIX：臼本泰一、五十嵐公彦
- LD：翁美希子、和気義幸
- LO：和気義幸 → 新谷初
- ロケCAM：関根智之、為谷純
- ロケVE：本田和彦
- ロケAUD：宮田伸行、高橋健二
- 編集：小宮純一、平池優太、森岡佑次、曽根隼一、三和光明
- MA：飯田太志 → 吉田章太
- 音響効果：篠原光
- 技術協力：ティ・ピー・ブレーン → ハックベリー、麻布プラザ、佳夢音
- 美術：小野清菜（テレビ東京アート）
- リサーチ：藤本千尋
- 番宣：荒井正和
- 編成：走尾奈美絵
- デスク：露木彩乃、諸星愛美
- AD：布施美那、内田真未、青木誉幸
- AP：澁谷牧代 → 荒井かおり、三枝英治
- ディレクター：樽見近工、岸憲人
- 演出：笠原裕明
- 総合演出：千葉隆弥
- プロデューサー：清水昇、岡本宏毅（途中まで）、齋藤智礼
- 制作協力：ダイナマイトレボリューションカンパニー
- 製作著作：テレビ東京